# Giacomo Giuseppe Saratelli
Giacomo Giuseppe Saratelli (Bologne, 1682 - Venise, 1762) est un organiste, compositeur et maître de chapelle italien.

## Biographie
Organiste à Bologne où il compose son premier oratorio en 1699, il est actif en Padoue en 1714, en 1736 il devient Premier organiste de la Basilique Saint-Marc. En 1740, il devient vice-maître de la Cappella Marciana. De 1732 à 1739, il est maître de chœur à l'Ospedale dei Mendicanti à Venise, une des écoles de musique les plus prestigieuses du temps. En 1747, il devient Maître Directeur à Saint-Marc, poste qu'il garde jusqu'à sa mort, advenue en 1762.

## Œuvres

### Musique sacrée
- 150 psaumes dont:
  - Laudate pueri (Psaume 112), per coro, orchestra e basso continuo
  - Ad Dominum cum tribularer (119)
  - Levavi oculos meos (120)
  - Ad te levavi oculos meos (122)
  - Nisi quia Dominus (123)
  - Qui confidunt (124)
- Oratorios:
  - La regina Ester
  - Maddalena Conversio, (livret de Carlo Goldoni)
- Veni creator spiritus a tre voci
- Partimenti pour clavecin ou orgue

## Source
- (it) Cet article est partiellement ou en totalité issu de l’article de Wikipédia en italien intitulé « Giacomo Giuseppe Saratelli » (voir la liste des auteurs).